# Necmettin Erbakan
Necmettin Erbakan (29 de outubro de 1926 — 27 de fevereiro de 2011) foi um engenheiro, acadêmico e político turco. Ele foi primeiro-ministro da Turquia de 1996 até 1997, quando renunciou pressionado pelos militares.

## Morte

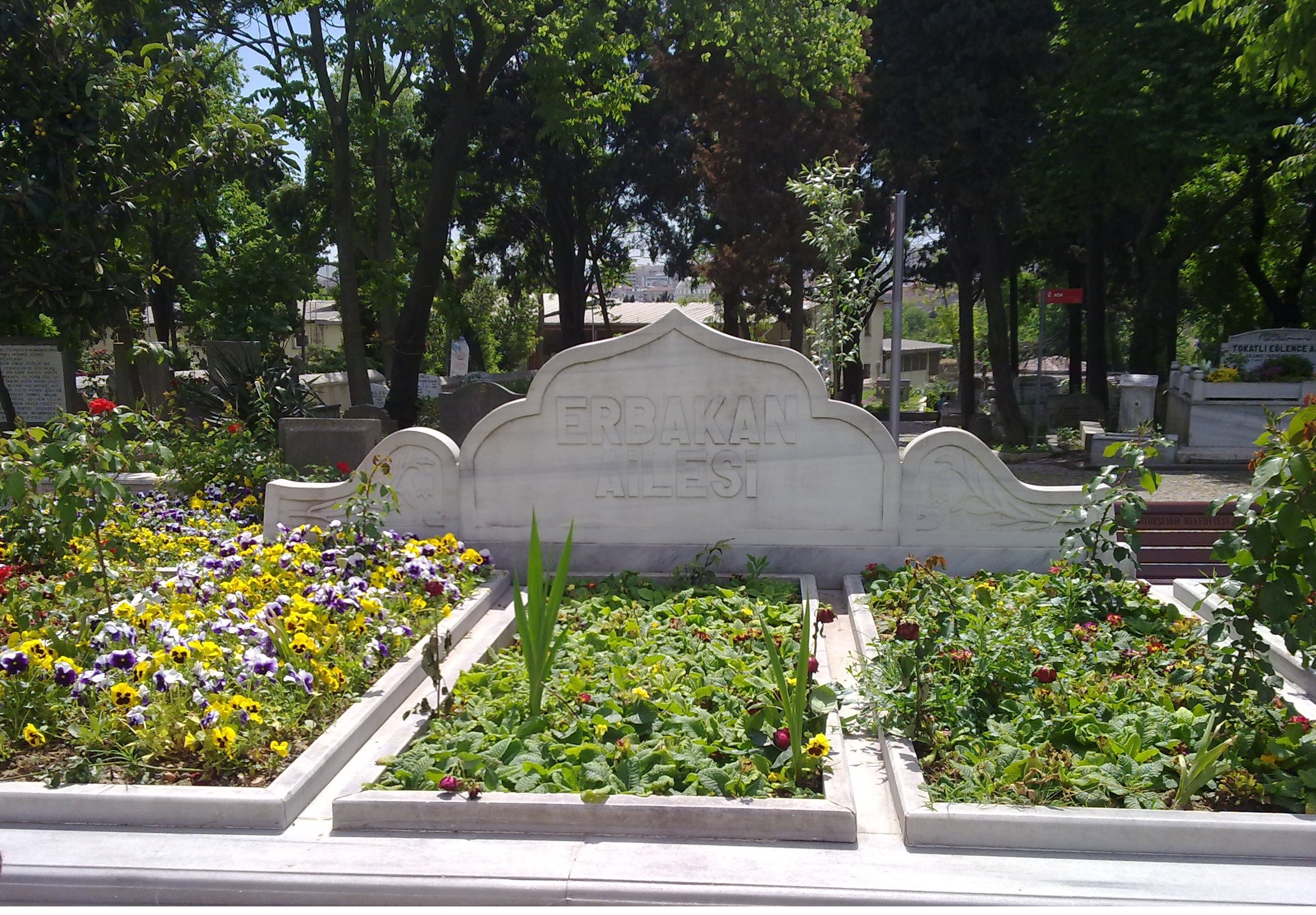
Túmulo de Necmettin Erbakan e sua família no cemitério Merkezefendi em Istambul

Erbakan morreu em 27 de fevereiro de 2011 às 11:40, horário local, de insuficiência cardíaca no Hospital Güven em Çankaya, Ancara.
Seu corpo foi transferido para Istambul e, após o funeral religioso na Mesquita do Conquistador, a multidão acompanhou seu caixão por volta de 4 km (2,49 mi) para o cemitério Merkezefendi, onde foi colocado para descansar ao lado de sua esposa Nermin. Ele não desejava um funeral estadual, mas seu funeral foi assistido pelos mais altos funcionários do estado e do governo.
De acordo com o The Economist, quando morreu, Erbakan foi reconhecido como uma força moderadora dos islamitas da Turquia e fez da Turquia um possível modelo para o mundo árabe também.